# Bruder Klaus (Huttwil)

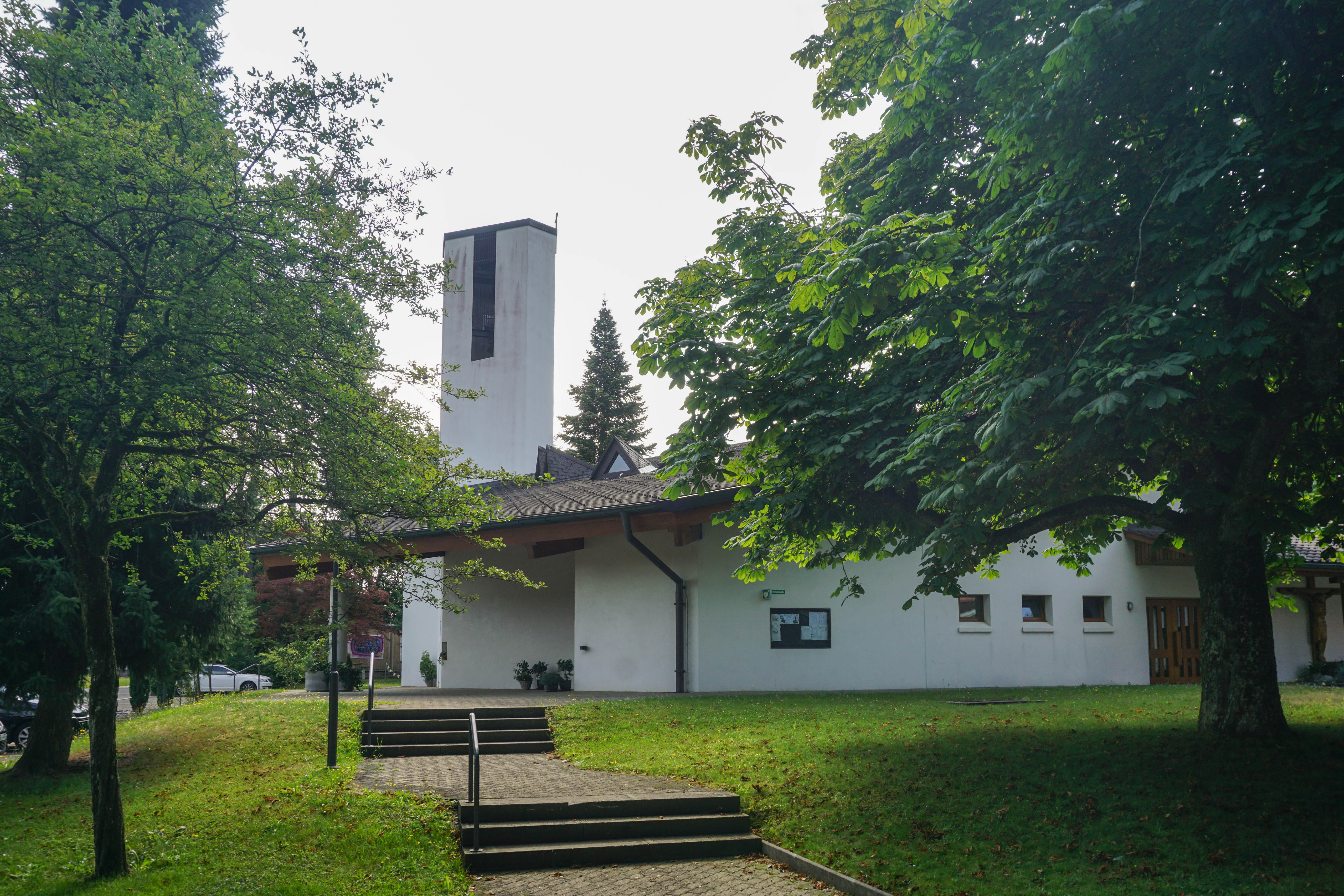
Bruder Klaus Huttwil, Eingangseite

Die Kirche Bruder Klaus ist die römisch-katholische Pfarrkirche von Huttwil und gehört zum Pastoralraum Oberaargau. Sie wurde 1983 von den Architekten Negri und Waldmann an der Südstrasse 5a gebaut.

## Geschichte
Um 1920 wurde in Huttwil erstmals wieder römisch-katholischer Religionsunterricht auf privater Basis durch die luzernischen Pfarrämter Zell und Ufhusen erteilt. Am 16. August 1931 wurde der erste Sonntagsgottesdienst im Saal des Restaurants «Zum Schultheissenbad» gefeiert. Der im gleichen Jahr gegründete Kultusverein sammelte Gelder zum Bau einer eigenen Kirche und erwarb 1938 einen Bauplatz. Rückwirkend auf den 1. Januar 1938 bewilligte am 8. März 1938 der Grosse Rat des Kantons Bern per Dekret die staatliche Anerkennung der römisch-katholischen Kirche mit den vier Seelsorgebezirken Langenthal, Huttwil, Herzogenbuchsee und Wangen an der Aare.
Damit stand dem Kirchenbau nichts mehr im Weg. Mit der Ausarbeitung von Plänen wurde der Architekt Becker von Hochdorf betraut. Nach der Grundsteinlegung am 2. Oktober 1938 wurde schon am 14. Mai 1939 die neue Kirche durch Bischof Franziskus von Streng geweiht. und unter das Patronat des Niklaus von Flüe gestellt.
Das Pfarrrektorat Huttwil betreute ab 1950 Pfarrer Eduard Jundt, der vorher Vikar in Ufhusen war. 1956 wurde ein Pfarrhaus mit einem kleinen Pfarrsaal erstellt. 1950 wurden die Emmentaler Gemeinden Affoltern, Sumiswald und Trachselwald der Pfarrei Huttwil angegliedert.
Die 1939 entstandene Kirche, eine der ersten Bruder-Klausen-Kirchen der Schweiz, war wie auch der Pfarrsaal sanierungsbedürftig geworden, als der Nachfolger des verstorbenen Pfarrers K. Jenny, Pfarrer Andreas Keusch 1976 sein Amt antrat. Er setzte sich gleich für die Sanierung der Bauten ein, was sich jedoch als schwierig erwies. Die Kirchgemeindeversammlung vom 17. November 1980 beschloss in der Folge einen Neubau und bewilligte den geforderten Kredit. Eine eigens gebildete Baukommission beauftragte den Architekten Josef Negri aus Langenthal mit der Planung.
Im September 1981 wurde die alte Kirche abgebrochen und Ende September der Grundstein der neuen Kirche gelegt. Im folgenden Jahr entstand fortlaufend der Neubau, der den ersten Höhepunkt mit dem Richtfest im August und dem Aufzug der Glocken am 4. September 1982 hatte. Die Innenausbauten und Anpassungsarbeiten wurden in den folgenden Monaten fertiggestellt. Am 27. März 1983, dem Palmsonntag, weihte Bischof Otto Wüst die neue Kirche wiederum zu Ehren des  Heiligen Bruders Klaus von Flüe.
Die Pfarrei besteht, Stand 2023, aus fünfzehn Gemeinden im Oberaargau und im Emmental mit rund 1500 Katholiken. Seit dem 16. November 2016 ist sie Teil des Pastoralraums Oberaargau mit der Mutterpfarrei Langenthal, zu dem auch die Pfarreien Roggwil BE, Herzogenbuchsee, Wangen an der Aare und Niederbipp gehören.

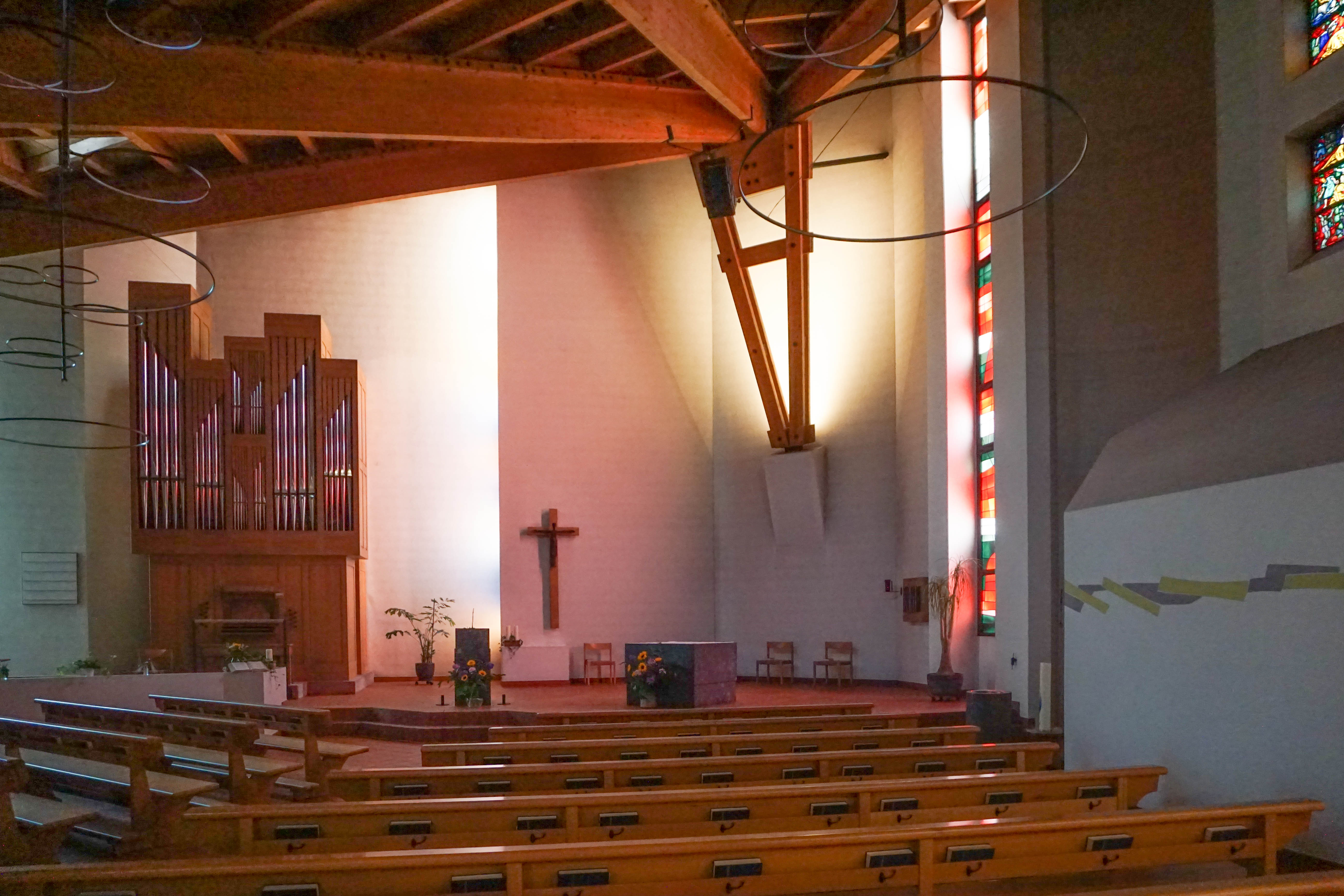
Bruderklaus Huttwil, Chor

## Baubeschreibung
Der Bau hat rechteckige Grundform, an deren diagonal gegenüberliegenden Ecken der Eingang und der Chorraum liegen.
Leicht ansteigend gelangen die Besucher zum Eingang der Kirche, deren Dachform die ansteigende Ausrichtung mit sichtbarem Holztragewerk bis über den Chorraum fortsetzt. Die Innenwände sind gleich dem äusseren Mauerwerk weiss verputzt. Die Verwendung von Tonplatten als Bodenbelag unterstreicht die Schlichtheit der Ausstattung.

### Innenraum und künstlerische Ausstattung
Die Gestaltung des Chorraums wurde in enger Zusammenarbeit zwischen den Architekten und dem Bildhauer Josef Rickenbacher aus der Innerschweiz verwirklicht. Von ihm sind auch die Bronzestatuen von Bruder Klaus und der Madonna im Eingangsbereich. Die farbigen Fenster aus der alten Kirche wurden wiederverwendet und an der südlichen Aussenwand über der Sakristei eingefügt. Die neuen Glasmalereien sind das Werk von Willi Helbling (1920–2015) aus Brugg.

## Zentrum Bruder Klaus
Der renovierte Pfarrsaal im Zwischentrakt von Kirche und Pfarrhaus wurde 2003 eingeweiht. Dort liegt der Zugang zum Untergeschoss mit Unterrichts- und Sitzungsraum, einem angegliederten Jugendraum, Toilettenanlagen, Umkleideraum für Ministranten, Installationsraum und Schutzräumen.

## Orgel
1990 wurde die Orgel durch Heinrich Pürro AG, Willisau, mit 17 Registern auf zwei Manualen und Pedal gebaut. Sie hat eine mechanische Traktur, mechanische Registertraktur und Schleifladen. Sie ersetzt das ebenfalls von Pürro 1970 in der Vorgängerkirche erbaute Positiv mit 4 Registern auf einem Manual. 2008 wurde an der Orgel eine Generalrevision und teilweise Umintonation durchgeführt.
| I Hauptwerk C–g3 |       |
| Principal        | 8′    |
| Bourdon          | 8′    |
| Octave           | 4′    |
| Spitzflöte       | 4′    |
| Superoktave      | 2′    |
| Mixtur III–IV    | 1 ⁄3′ |
| Trompete         | 8′    |

| II Schwellwerk C–g3 |        |
| Holzgedackt         | 8′     |
| Salicional          | 8′     |
| Rohrflötel          | 4′     |
| Nasat               | 2 ⁄3′  |
| Oktävlein           | 2′     |
| Terz                | 1 3⁄5′ |
| Cymbel              | 1′     |

| Pedal C–f1 |     |
| Subbass    | 16′ |
| Flötbass   | 8′  |
| Prinzipal  | 4′  |

- Normalkoppel: II/I, I/P, II/P

Stand: 2019

## Glocken
Die Glocken 1 bis 4 wurden 1982 von der Firma H. Rüetschi in Aarau gegossen, abgestimmt auf die fünfte, die von der Vorgängerkirche übernommen und vermutlich bereits 1655 von Jost Rüttimann in Luzern gegossen wurde. Sie erklingen als fünfstimmiges Te-Deum-Motiv.
- Glocke 1: g'
- Glocke 2: b'
- Glocke 3: c''
- Glocke 4: es''
- Glocke 5: f''